# Marham
Marham ist eine Gemeinde im englischen Landkreis Norfolk, ungefähr 19 Kilometer entfernt von King’s Lynn.
Der Name Marham bedeutet Heimstätte, Dorf der Teiche oder vom Teich eingeschlossenes Land. Das Dorf umfasst ein Gebiet von 1,485 Hektar und hatte nach einer Zählung von 2001 eine Bevölkerungszahl von 2951 in 788 Haushalten, die laut der Zählung im Jahr 2011 auf 3531 angestiegen ist. Die RAF-Basis RAF Marham liegt in der Nähe von Upper Marham.

## Regierung
Marham ist eine Gemeinde des Bezirksrats von King’s Lynn and West Norfolk, der für die meisten lokalen Dienstleistungen verantwortlich ist.  Der Norfolk County Council ist für Straßen, einige Schulen und soziale Dienste zuständig, und der County Councillor für die Division Gayton & Nar Valley ist seit 2017 Graham Middleton (Conservative Party). Bei den Wahlen in Westminster gehört Marham zum Wahlkreis South West Norfolk, vertreten durch Elizabeth Truss (Conservative Party).

## Sehenswürdigkeiten

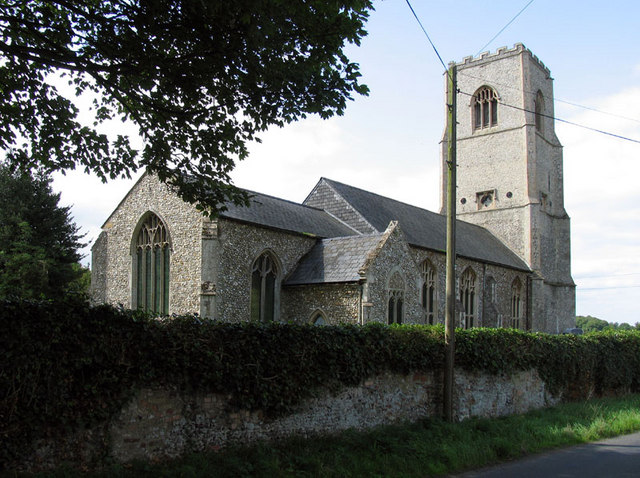
Holy Trinity, Marham

Die Holy Trinity Church of England parish church ist ein denkmalgeschütztes Gebäude. Es stammt aus der anglonormannischen Zeit und hat einen normannischen Eingang. Seit seinem originalen Entwurf wurde jeder Teil des Gebäudes rekonstruiert.  Das Tympanon des inzwischen zugemauerten Seitenportals ist mit einem Rautenmuster gefüllt.